# Bendinelli Negrone
Bendinelli Negrone (Génova, 1627 - Génova, 1707) foi o 133.º Doge da República de Génova e Rei da Córsega.

## Biografia
O seu mandato, o octogésimo oitavo na sucessão bienal e o centésimo trigésimo terceiro na história republicana, marcou o fim dos conflitos com a Ordem de Malta, com a aprovação do Papa Inocêncio XII, permitindo a entrada de muitos nobres e patrícios genoveses na ordem cavalheiresca. Em 1696, deu-se a importante doação pela sua família da "insígnia do poder", a ser afixada na estátua da Nossa Senhora localizada na época dentro da Catedral de Génova e depois no Banco de São Jorge. O mandato de Negrone terminou a 16 de setembro de 1697. Ele faleceu em Génova em 1707.